# カンディードニ
カンディードニ（イタリア語: Candidoni）は、イタリア共和国カラブリア州レッジョ・カラブリア県にある、人口約400人の基礎自治体（コムーネ）。

## 地理

### 位置・広がり

#### 隣接コムーネ
隣接するコムーネは以下の通り。括弧内のVVはヴィボ・ヴァレンツィア県所属を示す。
- ラウレアーナ・ディ・ボッレッロ
- リンバーディ (VV)
- ミレート (VV)
- ニコーテラ (VV)
- ロザルノ
- サン・カロージェロ (VV)
- セッラータ